# Ljubina-Poturovići
Ljubina-Poturovići es una población rural de la municipalidad de Vogošća, en Bosnia y Herzegovina.

## Demografía
Hasta 2013 la población era de 426 habitantes.